# 布勒伊河
布勒伊河（法語：Breuilh，法語發音：[bʁœj]）是法国新阿基坦大区上维埃纳省的河流，是布里揚斯河的左支流，长18.7千米。